# Криезис, Андреас
 Андреас Криезис  (греч.  Ανδρέας Κριεζής; 1816, Идра — 1880, Идра) — греческий художник-портретист 19-го века.

## Биография
Андреас Криезис родился в 1816 году на острове Идра, бывшего в годы Освободительной войны Греции 1821—1830 годов одним из основных оплотов революционного греческого флота.
Достоверно известно, что он был сыном капитана. Историки искусства предполагают, что он был братом судовладельца, капитана и участника войны Антониоса Криезиса, ставшего в дальнейшем вице-адмиралом, министром и премьер-министром Греции. Но это предположение не подтверждается биографами адмирала.
Несмотря на морские традиции семьи, молодой Андреас Криезис отправился в Афины, где работал литографом в королевской типографии.
В 1839 году он отправился в Париж расширить свои знания в области литографии, но затем продолжил свою учёбу, на этот раз живописи.
Парижский период жизни и работы художника (1841—1851 гг.) отмечен несколькими известными картинами художника.
По возвращении в Грецию в 1851 году, Андреас Криезис преподавал черчение и рисунок в гимназии острова Сирос.
Историки греческого искусства подчёркивают, что именно на Сиросе Андреас Криезис обратил внимание на талант молодого Константина Воланакиса.
Впоследствии Андреас Криезис работал художником на островах Саронического залива.
Андреас Криезис принял участие в всегреческих выставках «Олимпия» в 1859 и 1875 годах.
Художник умер на своём родном острове, согласно некоторым источникам, в 1880 году, но однозначно после 1877 года.

## Творчество
Андреас Криезис писал в основном портреты. Как правило, это были портреты представителей знатных семей островов, в статичных и официальных позах. В своих портретах Андреас Криезис уделял большое внимание деталям дополнительных декоративных элементов.
Кроме портретистики Криезис уделял внимание церковной живописи и расписал церковь Святой Ирины на острове Порос.
Число известных работ Криезиса ограничено. Основной причиной этого является тот факт, что художник, как правило, не подписывал свои работы. Манера письма Криезиса и его коллеги, натурализовавшегося в Греции итальянца из Тироля Пидже, Франческо (Francesco Pige, 1822—1862), весьма схожа. Франческо Пидже был знаком с Андреасом Криезисом и написал его портрет, а также портрет жены Андреаса Криезиса. Искусствоведы приходят к общему выводу, что наблюдается взаимное влияние двух художников друг на друга, но спорят об авторстве многих неподписанных картин.
В последние годы искусствоведы Национальной галереи Греции пришли к заключению, что ряд картин приписываемых ранее Андреасу Криезису, принадлежит кисти Пидже.
Картины Андриеса Криезиса сегодня выставлены в Национальной галерее Греции, Музее Бенаки, Историческом музее Идры и частных коллекциях.

## Галерея

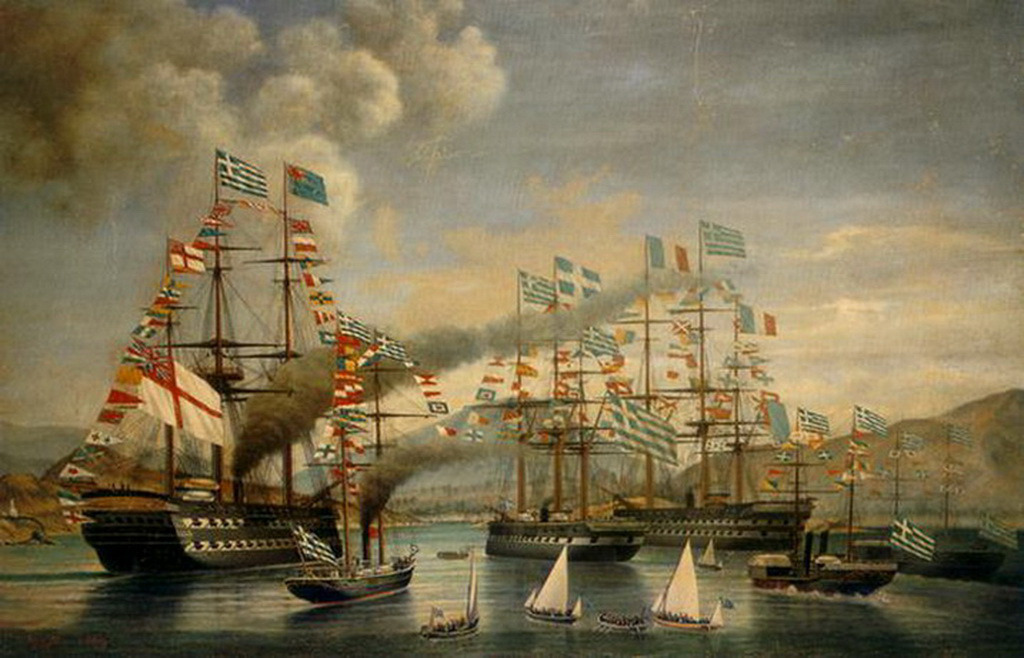
"Прибытие короля Георга I в Грецию"
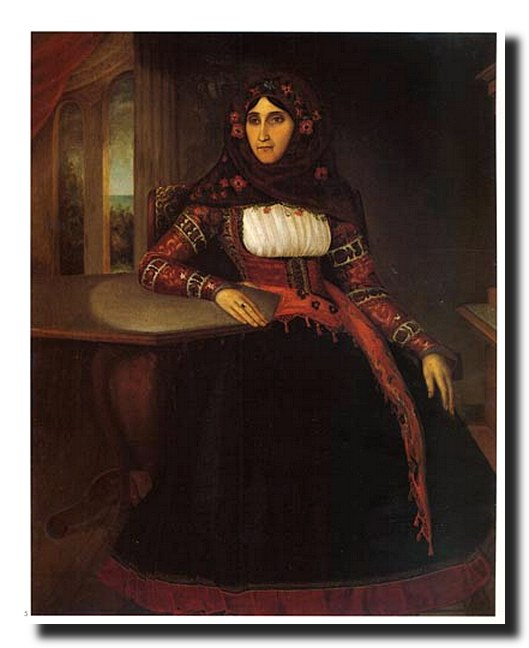
"Знатная женщина острова Идра"
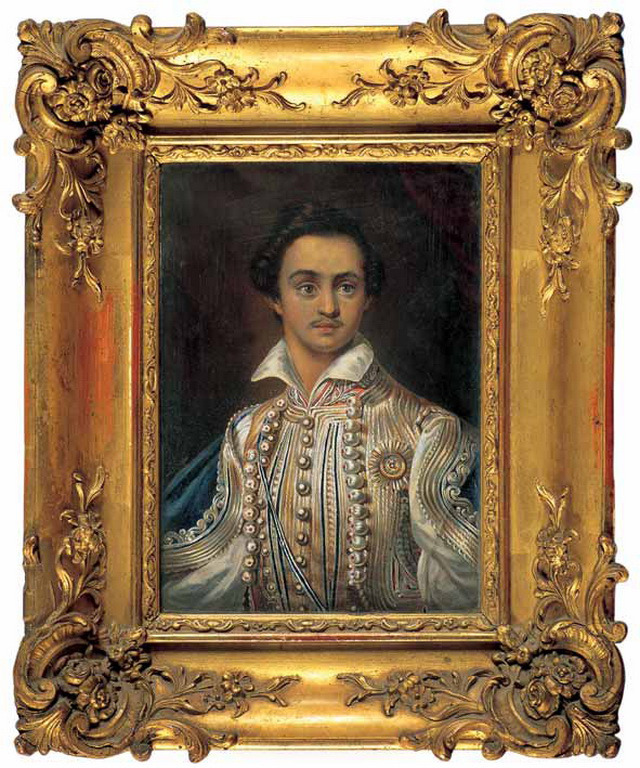
"Портрет короля Оттона в молодости", 1830.
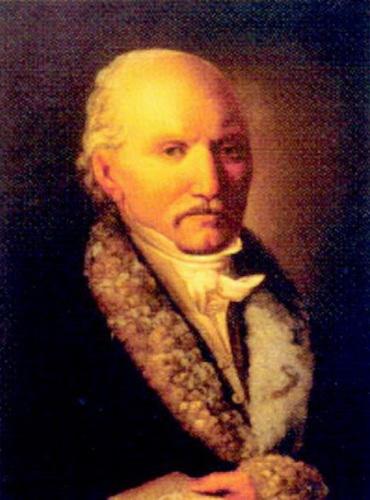
"Портрет греческого коммерсанта из Триеста", 1858.